# Adolf Kröber
Adolf Kröber (* 6. April 1834 in Kaiserslautern; † 3. April 1896 in Lussin) war ein deutscher Bierbrauer, Unternehmer und Mitglied des Deutschen Reichstags.

## Leben
Kröber war ein Sohn des praktischen Arztes Heinrich Kröber und dessen Frau Anna (Maria) Kröber, geborene Brunck (1807–1877). Er hatte zwei Brüder und eine Schwester. In Kaiserslautern besuchte er ab dem Schuljahr 1844/45 die höhere Knabenschule und dann die Realschule. 1849 trat er bereits mit 15 Jahren in ein Scharfschützenkorps ein und nahm an größeren Gefechten während der badisch-pfälzischen Aufstände teil. Nachdem er deswegen seine schulische Laufbahn beendet hatte, absolvierte er eine Lehre als Bierbrauer und war als solcher in Deutschland, Österreich und Amerika tätig, bevor er 1860 wieder zurück in die Heimat kam.
Zusammen mit seinem Bruder Karl Kröber betrieb er 1865 einen 1859 gegründeten Dampfbrettsägebetrieb mit Sitz im Hochwald bei Weißensulz-Pössigkau, die erste Dampfbrettsäge dort, und bauten eine neue, die sogenannte „Friedrichs-Dampfsäge“. 1867 wurde in Hochwald sein gleichnamiger Sohn, der Bauingenieur Adolf Kroeber, geboren. Nachdem die sogenannte „Friedrichs-Dampfsäge“ 1872 abbrannte, ging er mit seiner Familie nach München, wo er 1872 mit Anschrift Untere Gartenstraße 2 (später umnummeriert in Gartenstraße 45, ab 1886 dann Kaulbachstraße 45) gemeldet war. Dem Münchner Adressbuch aus dem Jahr 1885 ist ein Firmensitz in der Goethestraße 12 zu entnehmen, dem Adressbuch aus dem Jahre 1886 dann eine Firma Holzhandlung und Dampfsägebetrieb Compt. mit Brettlager in Friedenheim (Hausnummer 10) und der Säge im Pechwinkel 8 (ab 1892 dann Palmstraße 8).
Kröber wurde Mitglied der Handels- und Gewerbekammer für Oberbayern, des Vorstands der Bayerischen Holzindustrie-Berufsgenossenschaft, des Handelsvereins und des Holzhändlervereins. Zeitlebens war er auch in zahlreichen Schützengesellschaften aktiv, u. a. in Heidelberg, Nürnberg, Kaiserslautern und München. So war er auch maßgeblich daran beteiligt, dass das 7. Bundesschießen 1881 nach München kam und wurde auch in den Vorstand des Deutschen Schützenbundes gewählt.
Politisch engagierte er sich von 1868 bis 1871 als Vorsitzender des Deutschen Volks-Vereines und des 1869 gegründeten Demokratischen Arbeiterbildungsvereines (DABV) in Kaiserslautern. Ab 1890 war er auch Magistratsrat in München. Zwischen 1884 und 1887 sowie von 1888 bis 1890 und von 1893 bis zu seinem Tode war er Mitglied des Deutschen Reichstages für die Deutsche Volkspartei und den Wahlkreis Mittelfranken 3 (Ansbach, Schwabach, Heilsbronn). Ab 1891 wohnte Kröber in der Münchner Uhlandstraße.

## Veröffentlichungen
- Die soziale Stellung der Brauerei-Arbeiter. In: Demokratisches Wochenblatt. Nr. 9 Beilage vom 27. Februar 1869; Nr. 13 Beilage vom 27. März 1869.
- Bericht der Geschäftsleitung des Holzhändler-Vereins vom August 1883 bis Ende Februar 1888 erstattet durch den geschäftsleitenden Vorstand. H. Winckhler, München 1888.